# ابن حسام خوسفی
مولانا محمد بن حسام‌الدین حسن شمس‌الدین محمد خوسفی (زاده خوسف) شناخته شده به ابن حُسام شاعر ایرانی در گذشته به سال ۸۷۵ هجری است. آثار او عبارتند از: دلائل النبوه و نسب‌نامه، خاوران‌نامه، دیوان اشعار، نظم نثر الالی. دیوان او شامل اشعاری در قالب‌های قصیده، ترجیع‌بند، مسمط و ترکیب‌بند است. او در قصیده از انوری، ظهیر فاریابی، خاقانی شروانی و سلمان ساوجی تأثیر گرفته است. از مهم‌ترین آثار او خاوران‌نامه است که به تقلید از شاهنامه فردوسی سروده شده است. ابن حسام حلقه‌ای حلقات ادبیات شیعی خراسان است و برخی دیگر از حلقه‌ها سلیمی تونی (م ۸۵۴) و آذری اسفراینی و لطف‌الله نیشابوری (م ۸۱۲)هستند. دیوان ابن حسام خوسفی توسط احمد احمدی بیرجندی تصحیح و منتشر شده است. شیخ محمد باقر گازاری بیرجندی در کتاب کبریت الاحمر فی شرایط منبر از قول حسامی واعظ مولف تاریخ قهستان می نویسد ابن حسام بعد از 92 سال عمر که بعداز وظایف طاعات و عبادات برای امرار معاش خود به فلاحت و کتابت می گذرانید و از طفولیت حرام و شبهه نخورد و از آبا و تلامیذ خود طمع نداشت و در 23 ربیع الاول سال 873 وفات یافت.
آرامگاه وی در شهر خوسف واقع و محل زیارت مردم است. 

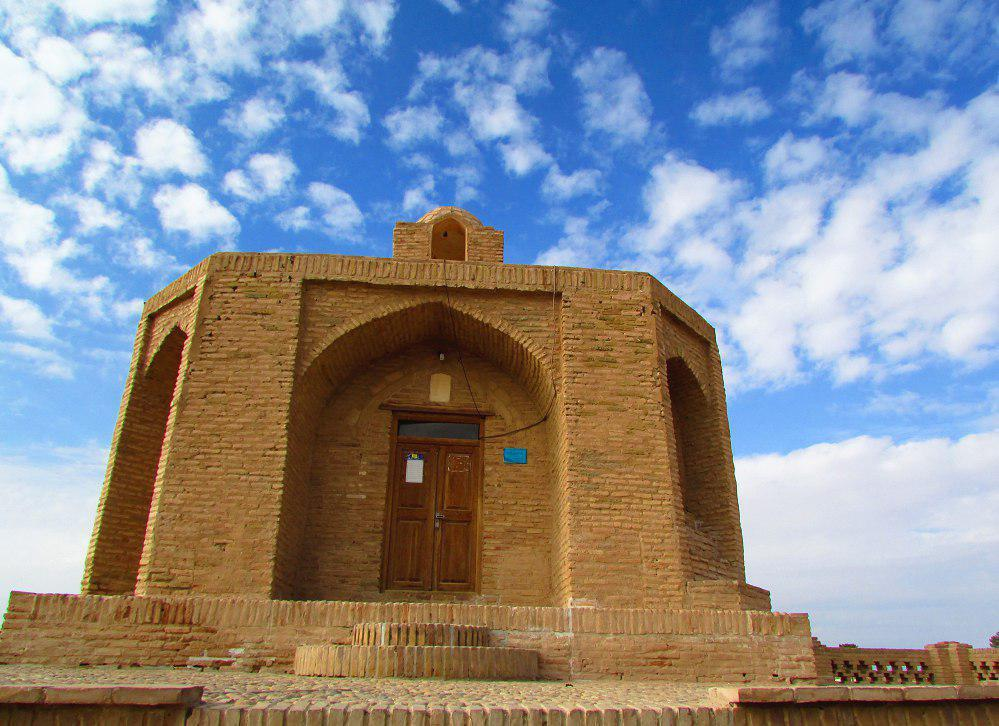
نمایی آرامگاه ابن حسام خوسفی در سال ۱۳۹۶

## زندگی
ابنِ حسام در سال ۷۸۲ یا ۷۸۳ هجری در شهر خوسف در منطقه قُهستان به دنیا آمد. خاندان او تا نُه پشت اهل فضل و علم و ارشاد بوده‌اند؛ و نیای او شمس‌الدین زاهد، به پارسایی و عبادت معروف بوده است. وی روزگار را به زهد و وَرَع می‌گذراند. همچنین دولتشاه سمرقندی دربارهٔ او این چنین می‌گوید:
«از دهقنت نان حلال حاصل کردی و گاو بستی و صباح که به صحرا رفتی تا شام اشعار خود را بر دسته‌بیل نوشتی، در منقبت گویی در عهد خود نظیر نداشت.»
از همین رو صاحب نظران شغل وی را دهقانی دانسته‌اند. او از مشهورترین شاعران شیعه مذهب آن دوران بود. تاریخ درگذشت او در سال ۸۷۵ ق بوده است.

### سفرها
ابن حسام مسافرت های کوتاهی به مناطق اطراف خوسف (فریز ، چنشت ، گیو ، گل) داشته است ، همچنین با توحه به اشعارش سفری به مشهد نیز داشته است. 

### آثار
1. دیوان اشعار: شامل قصاید، غزلیات و دیگر قالب‌های شعری
2. نثر اللالی: منظومه ای در قالب مثنوی که شامل کلمات قصار در وصف علی بن ابی‌طالب است.
3. خاوران نامه: ۲۲۵۰۰ بیت در وزن بحر متقارب درباره جنگ‌های علی بن ابی‌طالب[۷]

## خاوران نامه
خاوران‌نامه از آثار ادبی‌است که به نظم فارسی در سال ۸۳۰ هجری قمری سروده شده است. این منظومه حماسه‌ای دینی و مصنوع است که در بحر متقارب و به وزن شاهنامه فردوسی سروده شده است. موضوع خاوران‌نامه جنگ‌های علی بن ابی‌طالب در سرزمین خاوران به همراهی مالک اشتر، و نیز با قباد پادشاه شرق و تهماسب‌شاه است. این منظومه به گفته ابن حسام از یک کتاب عربی به نظم کشیده شده است. این منظومه با حمد خدا و نعت محمد پیامبر اسلام و دیگر امام‌های شیعه آغاز می‌شود. 
نمونه شعر 
| نخستين بدين نامه دلگشاي  |  | سخن نقش بستم به نام خدای     |
| خداوند هوش و خداوند جان  |  | خداوند بخشنده مهربان         |
| یگانه خداوند بالا و پست  |  | گوا بوده بر هستی اش هرچه هست |
| سپهر و زمین و زمان آفرین |  | دل و دانش و عقل و جان آفرین  |
| خرد بخش اندیشهٔ تیزگام    |  | گشایندهٔ ذهن چابک خرام        |
| فروزندهٔ شمع گیتی فروز    |  | فروزندهٔ پردهٔ سبز روز         |
| نگارندهٔ خال مشکین به شام |  | برآرنده صبح از ایوان بام     |
| رصد بند طاق و رواق سپهر  |  | فروزندهٔ انجم و ماه و مهر     |

| چو بر نامه نام محمد بود       |  | به تایید سرمد موکّد بود      |
| چنین است امید که فرجام من     |  | به نام تو نامی بود نام من   |
| تو دانی که مدحت سرای تو ام    |  | ستاینده ی خاک پای تو ام     |
| بدین ثابتم گرچه حسان نی ام    |  | مسلمانم هرچند سلمان نی ام   |
| تو با من چه باشد که احسان کنی |  | به احسان مرا همچو حسان کنی  |
| نخوانی گناهان ابن حسام        |  | چو حسان مر او را دهی احترام |

نسخه pdf چاپ سنگی خاوران نامه ابن حسام خوسفی

### شعر ابن حسام
ابن حسام به طور کلی شاعری قصیده سرا است و آن هم قصاید مدحیه برای پیامبر و اهل بیت ، او را از معدود شاعران قرم نهم می دانند که بر علوم زمان و مبانی ادبی عصر خود تسلط داشته است ، و از سنت های ادبی و زیر و بم های سخن و فنون سخنوری آگاه بوده و ازاساتید پیش از خود بهره برده است ، تقلید او در حماسه سرایی از فردوسی است و اشاراتی به اشعار شاعرانی مثل ظهیر ،انوری ، سنایی ، خاقانی ، خواجو ، کمال الدین اسماعیل ، سلمان ساوجی ، حافظ ،سعدی ، حسن کاشی ، کاتبی نیشابوری دارد.

### ابن حسام وحسان
ابن حسام بارها در قصاید مدحی ، خود را به حسان تشبیه می کند و بدین عنوان همیشه مباهات می کند . 
| غبار تربت حسان اگرچه باد ببرد |  | کنون به مدح تو ابن حسام حسّان است |

## مذهب و اعتقادات
ذبیح‌الله صفا در کتاب تاریخ ادبیات در ایران با توجه به اشعار ابن حسام خوسفی او را در کمال اعتقاد به پیشروان و ائمه شیعه اثنی عشری می‌داند. همچنین در کتاب ابن حسام نویسنده او را شاخص‌ترین شاعر شیعی زمان خود می‌داند.

## انتظار و مهدویت
قصاید ابن حسام خوسفی در سه دسته: حماسی، تبلیغی، حماسی تبلیغی دسته‌بندی می‌شود، ابن حسام خوسفی در دورانی که بیگانگان به تعدی و خونریزی و غارت مردم مسلمان ایران می‌پرداخته‌اند با خلق آثار حماسی دربارهٔ امامان شیعه به ویژه حجت ابن الحسن پرداخته است. ابن حسام در ترکیب بندهای سه‌گانه خود درباره حجت ابن الحسن با عنوان‌های هفت گل، هفت رنگ و هفت معدن اوج ارادت قلبی خود را حجت ابن الحسن نشان داده است.
شعر مناقب هفت گل در مدح حجت ابن الحسن یکی از زیباترین آثار اوست:
| بس که شوخ است و فریبنده و رعنا نرگس   |  | گوییا چشم تو دارد نظری با نرگس        |
| تا گل عارض خوش رنگ تو بیند شب و روز   |  | هیچ برهم ننهد دیدهٔ بینا نرگس          |
| با سرافرازی قد تو به نظارهٔ سرو        |  | شرم دارد که کند دیده به بالا نرگس     |
| چشم مخمور تو در چشمهٔ چشمم چه خوش است  |  | خوش بود خرم و خوش بر لب دریا نرگس     |
| بندهٔ نرگس از آنم که به صد آزادی       |  | کند آزادی آن قد دلارا نرگس            |
| جهت خدمت قائم به تواضع شب و روز       |  | مانده بر پای و سرافکنده به یک جا نرگس |
| قائم آل محمد که ز گرد قدمش            |  | همچو آیینه کند دیده مصفا نرگس         |
| ای که بر صحن چمن گل نه به زیبایی توست |  | لاله را با همه خوبی سر لالایی توست    |

## نمونه شعر
غزل ۲۶ از دیوان ابن حسام:
| دلبری دارم که دل در بند زلف و خال اوست |  | عاشقانش را شراب از جام مالامال اوست    |
| فتنه آن چشم فتانم که از هر گوشه‌ای      |  | فتنه‌ای پر شیوه از دنباله دنبال اوست    |
| حال وصف حسن او بالاترست از ممکنات      |  | هرچه گوید عقل کل جزوی ز وصف الحال اوست |
| طفل ابجدخوان مکتب خانه اسرار عشق       |  | نکته‌دان خرده بین رمز قیل و قال اوست    |
| آن تجلی کز جلالت کوه را از جا ببرد     |  | پرتوی از لمعه رخشنده اجلال اوست        |
| دوست گو بنمای رو تا جان بر افشتانم برو |  | زان‌که جان را وقت رحلت چشم استقبال اوست |
| روی دولت زان بدان خورشید روی آورده‌ام   |  | کآفتاب دولت اندر سایه اقبال اوست       |
| هر کسی را چشم بر منظور و محبوبی دگر    |  | زان میان ما را نظر بر ایلیا و آل اوست  |
| سایه اندازد مگر بر من همایی کز شرف     |  | طایر فرخنده اقبال زیر بال اوست         |
| این مگس بر خوان انعامش کجا یارد نشست   |  | کآسمان چون گرده‌ای بر سفره افضال اوست   |
| خوش تواند خواند فردا نامه را ابن حسام  |  | زان که نقش نام او بر نامه اعمال اوست   |

باز چو مستان:
| باز چو مستان، از سر دستان، رفته به بستان، بلبل محرم |  | نغمه‌سرایان، رقص‌نمایان، خرم و خندان، خوشدل و بی‌غم |
| بر ورق گل، بهر توسل، کرده منقش، خامهٔ سرکش           |  | ز آب زرتر، تحفهٔ دیگر، مدحت حیدر، ساخت مرقم       |
| او به‌تضرع، او به‌تشرع، او به‌تفضل، او به‌تأمل          |  | بندهٔ مولا، والی والا، بر همه اعلا، وز همه اقدم   |
| هم به‌تصوف، هم به‌تکلف، هم به‌نظافت، هم به‌لطافت        |  | جوهر ازهر، جان منور، جسم مطهر، روح مجسم          |

## آرامگاه ابن حسام
آرامگاه ابن حسام خوسفی در سال ۹۲۰ هجری قمری بر روی تپه ای سنگی در بین مزارع‌های خوسف ساخته شد و در سده ۱۳ قمری مورد مرمت قرار گرفت. این بنای کوچک شامل اتاقکی است با فرم هشت ضلعی که نقشه فضای داخلی آن به صورت چلیپایی است. پوشش مقبره به صورت گنبدی طراحی شده که در مرکز آن یک کلاه‌فرنگی ساخته شده است. در این قسمت نورگیرهایی تعبیه شده تا هم نور فضای داخلی آرامگاه را تأمین کند و هم باعث تهویه فضای داخل آرامگاه شود. این بنا ابتدا در دوره صفویه بنا شده و در دوره قاجار تغییراتی در آن داده شد. این بنا دارای نقشه چلیپایی شکل و پوشش گنبدی بوده و در سه جهت، سه طاق‌نما با قوس جناقی دارد. همچنین در داخل آرامگاه کتیبه‌ای کاشیکاری شده به رنگ سفید حاوی اشعار ابن حسام می‌باشد و دور مقبره را فرا گرفته است.